# Mataparent de cama bleda-rave
El mataparent de cama bleda-rave (Suillellus queletii) és una espècie de bolet pertanyent a la família Boletaceae.

## Descripció
- Barret de fins a 15 cm de diàmetre, vellutat, bru ataronjat, que blaveja al frec. Primer és hemisfèric i posteriorment s'obre. Davall té tubs llargs i separables.
- Porus estrets, quasi arrodonits, grocs ataronjats, blaus al frec.
- Cama sense reticle, groga, però amb el peu de color roig bleda-rave.
- La carn és groga, vermelleja a la cama, blaveja al frec.
- Les espores són de color oliva fosc, el·líptiques o una mica fusiformes i de 10-15 x 5-8 micres.
- Olor suau i afruitat. Sabor una mica àcid.[2][3][4][5][6]

## Varietats
La variabilitat del color del barret ha donat lloc a algunes varietats, com ara Boletus queletii var. lateritius (de barret vermell maó) i Boletus queletii var. rubicundus (de vegades cespitós i amb el peu molt més vermellós que l'espècie tipus).

## Reproducció
Fructifica a l'estiu i començaments de la tardor.

## Hàbitat
En boscos de planifolis (sobretot alzinars, fagedes i rouredes), vores de camins i herbassars humits.

## Distribució geogràfica
Es troba a Europa.

## Comestibilitat
És comestible un cop ben cuit, tot i que, en cru, pot resultar perillós.

## Propietats medicinals
Sembla que té propietats antioxidants, antibacterianes i anticanceroses.

## Confusió amb altres espècies
Es pot confondre fàcilment amb el mataparent de cama roja (Boletus erythropus) (de barret bru i peu netament puntejat de vermell) i Boletus luridus (de peu reticulat).